# 毛尔施泰滕
毛尔施泰滕是德国巴伐利亚州的一个市镇。总面积16.57平方公里，总人口3001人，其中男性1477人，女性1524人（2011年12月31日），人口密度181人/平方公里。